# Horní Dřevíč
Horní Dřevíč (německy Ober Drewitsch) je vesnice, část města Stárkov v okrese Náchod. Nachází se asi 1,5 km na východ od Stárkova, po pravé straně údolí potoka Dřevíče. V roce 2009 zde bylo evidováno 69 adres. V roce 2011 zde trvale žilo 91 obyvatel.
Horní Dřevíč je také název katastrálního území o rozloze 3,41 km².

## Historie
První písemná zmínka o obci pochází z roku 1341.

## Pamětihodnosti
- Vodní mlýn Dřevíček čp. 3

## Galerie

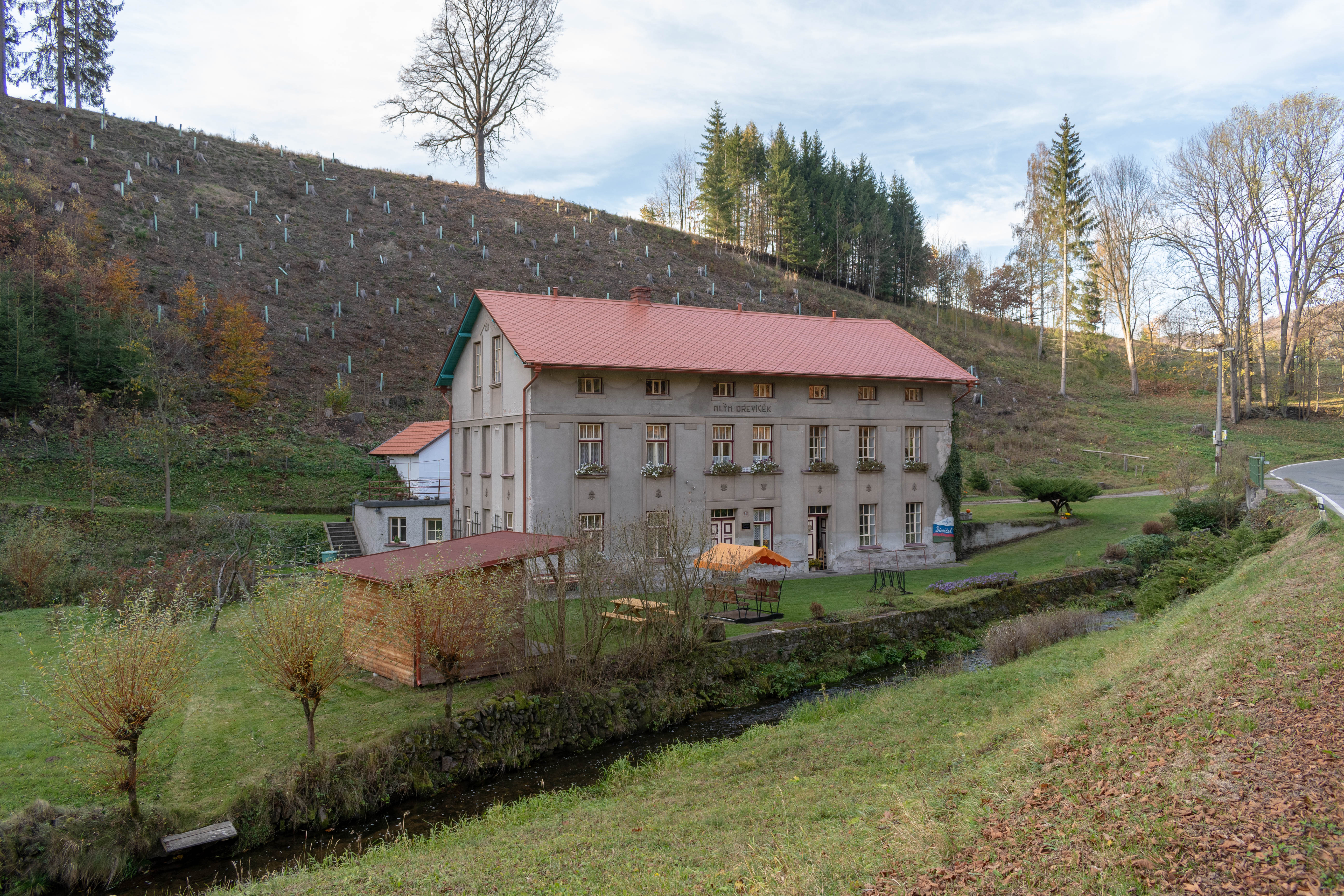
Vodní mlýn Dřevíček
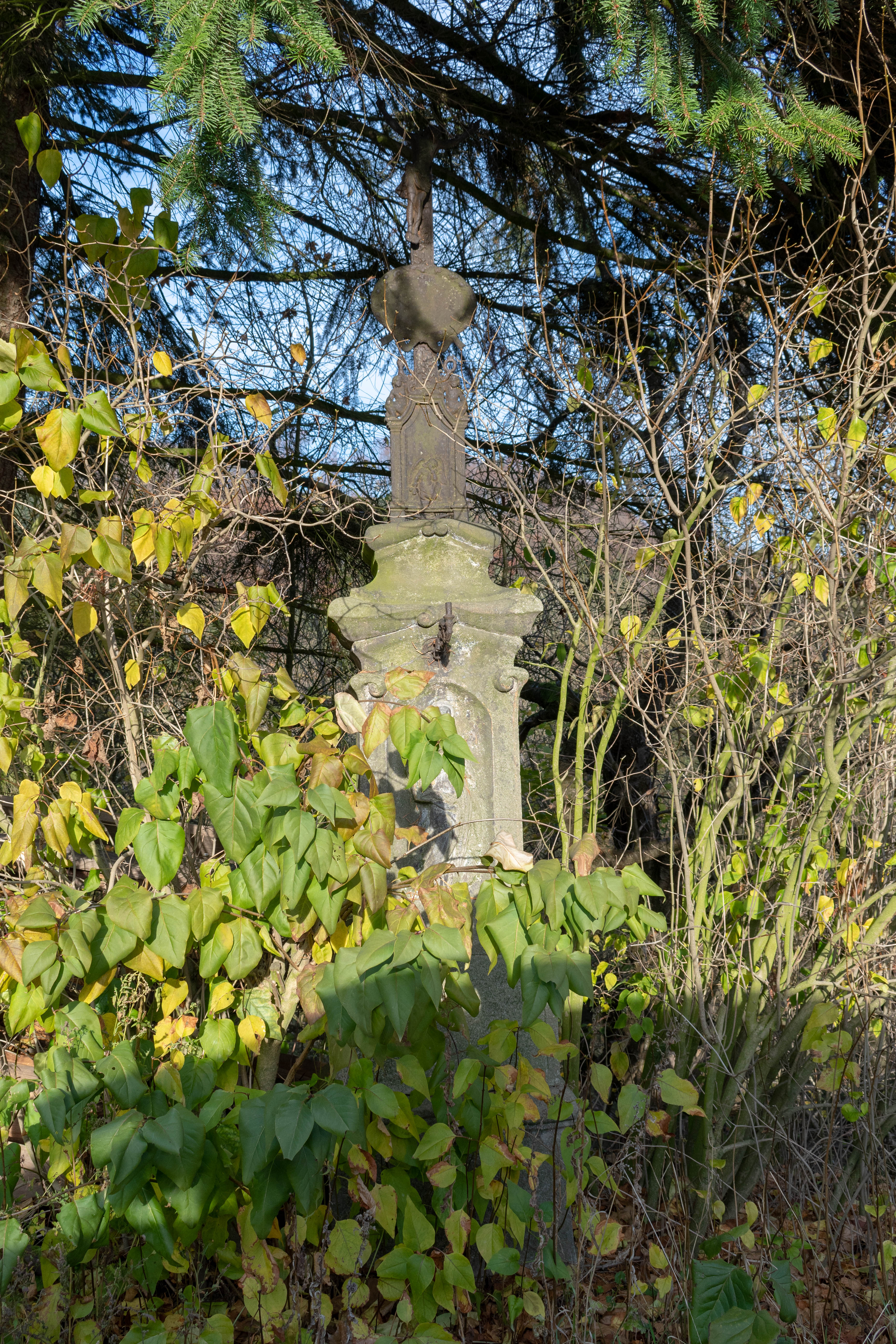
Kříž v Horní Dřevíči
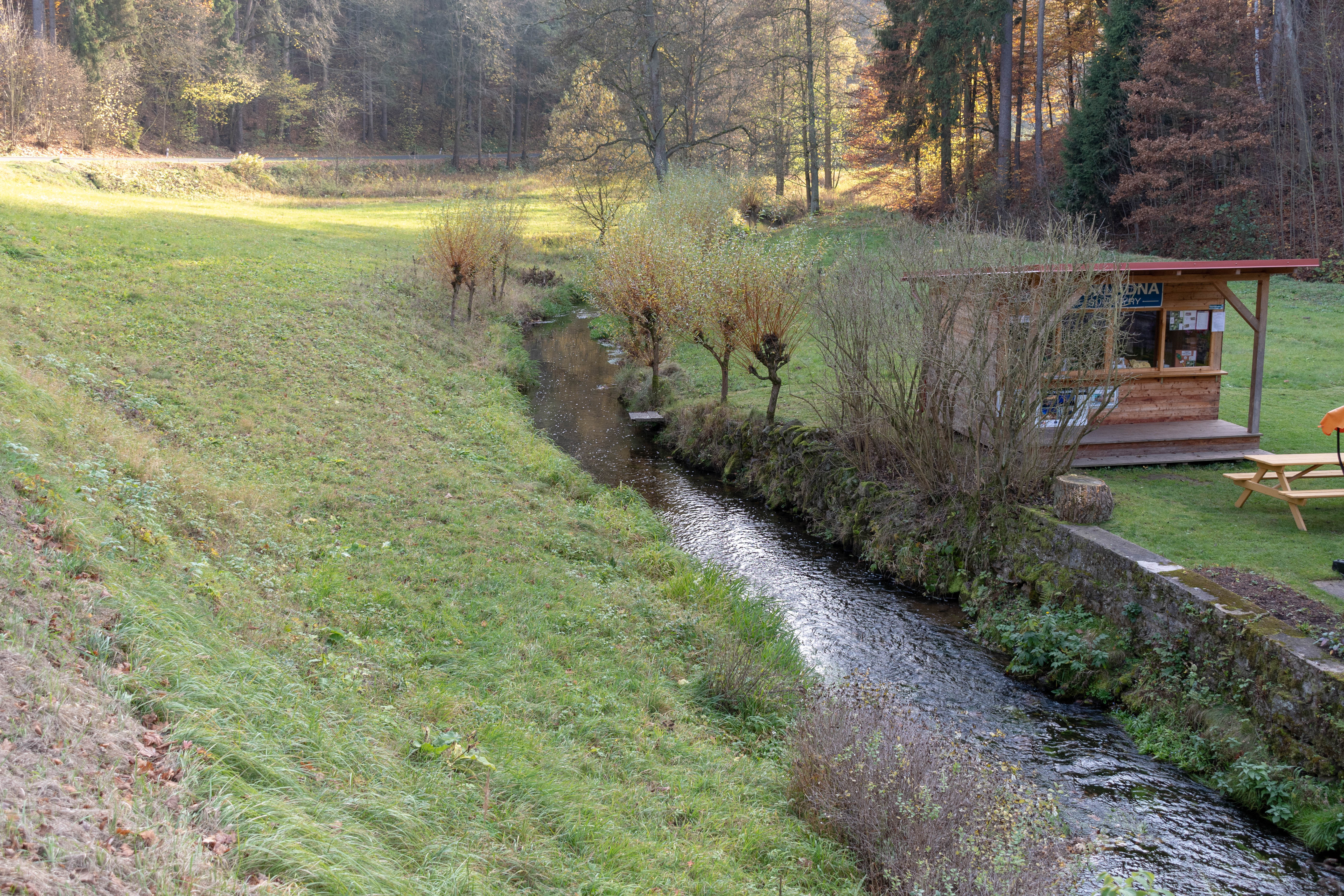
Potok Dřevíč u vodního mlýna